# Culex pervigilans
Culex pervigilans is een muggensoort uit de familie van de steekmuggen (Culicidae). De wetenschappelijke naam van de soort is voor het eerst geldig gepubliceerd in 1889 door Ernst Evald Bergroth.
De soort komt voor in Nieuw-Zeeland. Volgens Bergroth "plaagde ze de inwoners van de stad Greymouth aan de westkust van Nieuw-Zeeland".